# Sainte-Radegonde, Deux-Sèvres
Sainte-Radegonde är en kommun i departementet Deux-Sèvres i regionen Nouvelle-Aquitaine i västra Frankrike. Kommunen ligger i kantonen Thouars 2e Canton som tillhör arrondissementet Bressuire. År 2018 hade Sainte-Radegonde 1 818 invånare.

## Befolkningsutveckling
Antalet invånare i kommunen Sainte-Radegonde
| Referens: INSEE |